# Richard Neumann (Sammler)
Richard Neumann (* 17. Dezember 1879 in Wien; † 1961 in New York) war ein österreichischer Industrieller und Kunstsammler.

## Leben
Richard Neumann war der Spross einer jüdischen Familie, die mit Textilien ihren Reichtum erworben hatte. Seine Eltern waren David und Bertha Neumann, geb. Stein, deren Grab auf dem Döblinger Friedhof erhalten geblieben ist, sein Großvater Max Bernhard Neumann hatte in Königinhof die Firma M. B. Neumann gegründet und gehörte damit zu den führenden Textilproduzenten der Donaumonarchie.
Richard Neumann studierte in Heidelberg und promovierte dort zum Dr. phil. 1901 trat er in den Familienbetrieb ein. 1923 wurde er Präsident der M. B. Neumanns Söhne Union sowie Vizepräsident der Neumanns Söhne Österreichische Weberei und Druckerei A.G. Er wurde außerdem auch Direktor der Guntramsdorfer Stoffedruckfabrik und gehörte zum Vorstand etlicher weiterer Textilfirmen.
Er besaß eine Villa in der Hasenauerstraße 30 in Wien, die 1938 von Daisy Prinzessin Fürstenberg „arisiert“ wurde. Außerdem war er Eigentümer einer Kunstsammlung, die mehr als 250 Gegenstände umfasste. 1921 wurden die interessantesten Stücke dieser Sammlung inventarisiert. Damals stimmten Richard Neumann und seine Ehefrau Alice in einem Notariatsakt zu, dass die Sammlung an zwölf Tagen des Jahres besichtigt werden konnte – entweder im Rahmen von Ausstellungen, die mit staatlicher Mitwirkung veranstaltet wurden, oder von Personen, die eine Legitimation des Denkmalamtes besaßen. Im Gegenzug wurde das Ehepaar mit Erleichterungen bei der Berechnung der Vermögenssteuer und mit einer Garantie, von der Zwangseinweisung von Untermietern befreit zu werden, versehen.
Neumann floh nach dem Einmarsch der deutschen Wehrmacht mit seiner Frau Alice nach Paris. Es gelang ihm bzw. seiner 1906 geborenen Tochter Dora Selldorf, einen Teil seiner Kunstsammlung auszuführen, doch viele Kunstgegenstände gelangten in die Hände der NS-Behörden.
Weiter reduziert wurden die Neumann verbliebenen Reste seiner Sammlung, als die Deutschen Frankreich besetzten. Um die Flucht über die Pyrenäen nach Spanien und Portugal und von dort aus nach Kuba zu finanzieren, musste sich Richard Neumann von mehreren Bildern trennen.
Neumann fand auf Kuba Arbeit in einer Textilfabrik, hielt abends Vorträge über Kunstgeschichte und wurde Honorarprofessor der Universität Havanna. Er gehörte zu den Initiatoren der Gründung des Palacio de Bellas Artes in Havanna. Später übersiedelte er in die USA.

## Restitution von Kunstgegenständen aus der Sammlung Neumann
Spätestens ab 1949 bemühte Neumann sich über seinen Anwalt, die Kunstwerke wiederzuerhalten, die Dora Selldorf 1938/39 gezwungenermaßen hergegeben hatte. 1952 reiste er deswegen selbst zu einer Besprechung nach Wien. Schließlich kam ein Tauschgeschäft zustande, bei dem Neumann das Gemälde von Goossen van der Weyden Heilige Anna selbdritt und einen Geldbetrag bekam statt seiner Heemskerck-Altarflügel, die im Kunsthistorischen Museum in Wien verbleiben sollten, und weiterer Stücke seiner Sammlung.
2007 erhielten die Nachfahren Neumanns zwei Gemälde des „Kremser Schmidt“ Martin Johann Schmidt zurück, die durch die „Arisierung“ unrechtmäßig in den Besitz der Stadt Krems an der Donau gekommen waren. Um die Rückgabe hatte sich der Anwalt der Familie zusammen mit der Provenienzforscherin Sophie Lillie seit 2002 bemüht. Im Jahr 2012 wurde mindestens eines der beiden Gemälde, St. Florian rettet das brennende Schloss Stockern, versteigert.
2010 erhielten die Erben Neumanns die Gegenstände, die durch den Tausch im Jahr 1952 aus dem Familienbesitz herausgefallen waren, zurück. Im Einzelnen handelte es sich dabei um zwei Altarflügel mit Stifterbildern von Martin van Heemskerck, eine Opferszene. Hannibals Schwur von Giovanni Battista Pittoni, das Gemälde Wäscherinnen von Alessandro Magnasco und zwei Statuetten von Alessandro Algardi, die den Papst Innozenz X. und den heiligen Pius darstellen.
Als die Alliierten nach dem Ende des Zweiten Weltkrieges Objekte aus der einstigen Sammlung Neumann sicherstellten, gelangten diese in verschiedene französische Museen. Im Zuge dieser „Musées Nationaux Récupération“ (MNR) wurden drei Gemälde – Das Wunder des Heiligen Eligius von Gaetano Gandolfi, Abraham und die drei Engel von Sebastiano Ricci und ein Porträt des Heiligen Franz von Paola in einer Nische stehend von Salvador Francesco Fontebasso – dem Louvre in Verwahrung gegeben und weitere drei Gegenstände wurden Museen in Agen, Saint-Étienne und Tours übergeben. Identifiziert wurden diese sechs Teile der Neumannschen Sammlung, nachdem die MNR-Bestände online aufgelistet worden waren, durch die Kunsthistorikerin und Provenienzforscherin Sophie Lillie. Bei der Restituierung dieser sechs Kunstgegenstände handelte es sich um die bislang umfangreichste Rückstellung seit der Gründung der Commission pour l'indemnisation des victimes de spoliations (CIVS).